# Фудзинами, Акари
Акари Фудзинами (яп. 藤波朱理; род 11 ноября 2003) — японская спортсменка, борец вольного стиля, олимпийская чемпионка 2024 года, двукратная чемпионка мира, двукратная чемпионка Азии.

## Биография
В 2020 году на национальном первенстве она стала чемпионкой в весовой категории до 53 кг.
На чемпионате мира 2021 года в Норвегии в категории до 53 кг завоевала золотую медаль. В финале одержала победу над соперницей из Молдавии Юлией Леордой.
В 2022 году на чемпионате Азии в Улан-Баторе в категории до 53 кг она стала чемпионкой. В финале победила соперницу из Монголии. Через год в Астане повторила свой успех, а в финальном поединке сломила сопротивление спортсменки из Индии Антим Пангал.
В сентября 2023 года на чемпионате мира в Сербии, в весовой категории до 53 кг Акари в схватке за золото победила спортсменку из Белоруссии Ванессу Колодинскую и завоевала очередную свою награду.